# Chained Heat : Enchaînées
Série
Les Anges du mal
(1983) Chained Heat 3: Hell Mountain
(1998)
Pour plus de détails, voir Fiche technique et Distribution.
Chained Heat : Enchaînées (Chained Heat 2) est un thriller américain réalisé par Lloyd A. Simandl sorti en 1993, mettant en vedette Brigitte Nielsen.

## Synopsis
Emprisonnée dans le pénitencier pour femmes le plus dur de l'État, une jeune innocente se débat pour rester en vie. Elle se retrouve traquée par ses codétenues, brisée par des gardiens sadiques, et persécutée par la directrice très spéciale de cette prison, véritable enfer dont personne ne ressort.

## Fiche technique
- Réalisation : Lloyd A. Simandl
- Scénario : Chris Hyde
- Production : John A. Curtis
- Musique originale : Doug Johnson
- Photographie : Danny Nowak
- Montage : Vera Flaková
- Costumes : Lubos Hanyk
- Distribution : American Film Market
- Pays :  Canada -  République tchèque
- Langue : tchèque - anglais
- Format : couleur
- Date de sortie : 
  -  Canada : 1993
  -  République tchèque : 1993
- interdit aux moins de 16 ans

## Distribution
- Brigitte Nielsen : Magda Kassar
- Paul Koslo : Franklin Goff
- Kimberley Kates : Alex Morrison
- Kari Whitman : Suzanne Morrison
- Jana Svandova : Rosa Schmidt
- Marek Vasut : Stefan Lotsky
- Lucie Benesová : Tina Lukof
- Markéta Hrubesová : Carla
- John C. Smith : L'homme du train